# Fruntaș
Gradul de fruntaș este gradul militar superior soldatului și inferior caporalului clasa a III-a. Însemnul este un V înspre exterior.
Acest grad aparține corpului soldaților gradați profesioniști.